# Courcelles-lès-Lens

Courcelles-lès-Lens este o comună în departamentul Pas-de-Calais, Franța. În 1 ianuarie 2022 avea o populație de 8.015 de locuitori.